# جاروسلاو میلر
جاروسلاو میلر (انگلیسی: Jaroslav Miller؛ زادهٔ ۸ ژانویهٔ ۱۹۷۱) تاریخ‌نگار، آموزشگر، و استاد دانشگاه اهل جمهوری چک است.
وی همچنین برندهٔ جوایزی همچون برنامه فولبرایت شده‌است.